# Hoa hậu Thế giới Việt Nam 2019
Hoa hậu Thế giới Việt Nam 2019 là cuộc thi tìm kiếm Hoa hậu Thế giới Việt Nam lần đầu tiên được tổ chức tại Cocobay Đà Nẵng, thành phố Đà Nẵng vào ngày 3 tháng 8 năm 2019. Ngôi vị cao nhất đã thuộc về Lương Thùy Linh đến từ Cao Bằng. Cô được trao vương miện bởi Trưởng Ban tổ chức cuộc thi, Chủ tịch Công ty Trách nhiệm Hữu hạn Quảng cáo Thương mại Sen Vàng, bà Phạm Thị Kim Dung. Các người đẹp đoạt các ngôi vị cao nhất sẽ lần lượt trở thành đại diện Việt Nam tham gia các cuộc thi quốc tế, theo đó Hoa hậu dự thi Hoa hậu Thế giới, Á hậu 1 dự thi Hoa hậu Hòa bình Quốc tế và Á hậu 2 tham gia Hoa hậu Liên lục địa.

## Kết quả

### Thứ hạng
| Kết quả                                                  | Thí sinh                                                                              | Vị trí Quốc tế                                          |
| Hoa hậu Thế giới Việt Nam 2019 (Miss World Vietnam 2019) | - 481 – Lương Thùy Linh                                                               | - Top 12 – Hoa hậu Thế giới 2019                        |
| Á hậu 1 (Miss Grand Vietnam 2019)                        | - 053 – Nguyễn Hà Kiều Loan                                                           | - Top 10 – Hoa hậu Hòa bình Quốc tế 2019                |
| Á hậu 2 (Miss International Vietnam 2019)                | - 055 – Nguyễn Tường San                                                              | - Top 8 – Hoa hậu Quốc tế 2019                          |
| Top 5                                                    | - 048 – Nguyễn Thị Thu Phương - 080 – Dương Thị Ngọc Thoa                             |                                                         |
| Top 10                                                   | - 077 – Trần Hoàng Ái Nhi                                                             | - Tham dự – Hoa hậu Liên lục địa 2021                   |
| Top 10                                                   | - 152 – Lê Thanh Tú - 182 – Trần Đình Thạch Thảo                                      |                                                         |
| Top 10                                                   | - 356 – Nguyễn Thị Quỳnh Nga                                                          | - Á hậu 2 – Hoa hậu Sắc đẹp Quốc tế 2024                |
| Top 10                                                   | - 477 – Nguyễn Thị Bích Thùy                                                          |                                                         |
| Top 15                                                   | - 069 – Lâm Thị Bích Tuyền                                                            |                                                         |
| Top 15                                                   | - 071 – Phạm Thị Anh Thư                                                              | - Chiến thắng – Hoa hậu Phụ nữ Sắc đẹp 2017             |
| Top 15                                                   | - 095 – Nguyễn Thị Thanh Khoa                                                         | - Chiến thắng – Hoa hậu Sinh viên Thế giới 2019         |
| Top 15                                                   | - 148 – Tạ Huyền My - 313 – Phan Cẩm Nhi                                              |                                                         |
| Top 25                                                   | - 025 – Đinh Quỳnh Trang - 099 – Trần Thị Hoa Phượng - 111 – Hoàng Thị Bích Ngọc      |                                                         |
| Top 25                                                   | - 177 – Phan Anh Thư                                                                  | - Top 7 – Hoa hậu Tuổi Teen Quốc tế 2019                |
| Top 25                                                   | - 133 – Lê Thị Thu - 246 – Lâm Quế Phi - 299 – Hoàng Hải Thu (§) - 466 – Trần Thị Mai |                                                         |
| Top 25                                                   | - 500 – Nguyễn Thị Thu Hiền                                                           | - Tham dự – Hoa hậu Châu Á Thái Bình Dương Quốc tế 2019 |
| Top 25                                                   | - 525 – Nguyễn Phương Hoa                                                             |                                                         |

§ - Thí sinh được vào thẳng Top 25 do đoạt giải thưởng Người đẹp được yêu thích nhất.

### Giải thưởng
| Giải thưởng                   | Thí sinh                     |
| Người đẹp được yêu thích nhất | - 299 – Hoàng Hải Thu        |
| Người đẹp có làn da đẹp nhất  | - 182 – Trần Đình Thạch Thảo |
| Người đẹp Áo dài              | - 477 – Nguyễn Thị Bích Thùy |

### Thứ tự công bố
| 1. Nguyễn Thị Quỳnh Nga 2. Trần Hoàng Ái Nhi 3. Dương Thị Ngọc Thoa 4. Tạ Huyền My 5. Nguyễn Thị Bích Thùy 6. Lê Thị Thu 7. Phan Cẩm Nhi 8. Nguyễn Tường San 9. Lâm Quế Phi 10. Hoàng Thị Bích Ngọc 11. Trần Thị Hoa Phượng 12. Lâm Thị Bích Tuyền 13. Trần Đình Thạch Thảo 14. Đinh Quỳnh Trang 15. Phan Anh Thư 16. Lương Thùy Linh 17. Trần Thị Mai 18. Nguyễn Thị Thu Phương 19. Nguyễn Thị Thu Hiền 20. Phạm Thị Anh Thư 21. Nguyễn Phương Hoa 22. Nguyễn Hà Kiều Loan 23. Lê Thanh Tú 24. Nguyễn Thị Thanh Khoa 25. Hoàng Hải Thu | 1. Lê Thanh Tú 2. Trần Hoàng Ái Nhi 3. Lâm Thị Bích Tuyền 4. Tạ Huyền My 5. Phạm Thị Anh Thư 6. Dương Thị Ngọc Thoa 7. Nguyễn Thị Thu Phương 8. Trần Đình Thạch Thảo 9. Nguyễn Thị Thanh Khoa 10. Nguyễn Thị Quỳnh Nga 11. Lương Thùy Linh 12. Phan Cẩm Nhi 13. Nguyễn Tường San 14. Nguyễn Thị Bích Thùy 15. Nguyễn Hà Kiều Loan | 1. Nguyễn Thị Quỳnh Nga 2. Nguyễn Thị Thu Phương 3. Trần Hoàng Ái Nhi 4. Nguyễn Hà Kiều Loan 5. Dương Thị Ngọc Thoa 6. Nguyễn Tường San 7. Nguyễn Thị Bích Thùy 8. Trần Đình Thạch Thảo 9. Lê Thanh Tú 10. Lương Thùy Linh | 1. Dương Thị Ngọc Thoa 2. Nguyễn Tường San 3. Nguyễn Hà Kiều Loan 4. Nguyễn Thị Thu Phương 5. Lương Thùy Linh |

## Phần thi phụ
| Kết quả     | Thí sinh                                                                                      |
| Chiến thắng | - 080 – Dương Thị Ngọc Thoa                                                                   |
| Top 5       | - 077 – Trần Hoàng Ái Nhi - 133 – Lê Thị Thu - 148 – Tạ Huyền My - 477 – Nguyễn Thị Bích Thùy |

| Kết quả     | Thí sinh                                         |
| Chiến thắng | - 500 – Nguyễn Thị Thu Hiền                      |
| Top 3       | - 055 – Nguyễn Tường San - 481 – Lương Thùy Linh |

| Kết quả     | Thí sinh |
| Chiến thắng | - 152 – Lê Thanh Tú |
| Top 5       | - 053 – Nguyễn Hà Kiều Loan - 055 – Nguyễn Tường San - 299 – Hoàng Hải Thu - 313 – Phan Cẩm Nhi |
| Top 13      | - 048 – Nguyễn Thị Thu Phương - 071 – Phạm Thị Anh Thư - 095 – Nguyễn Thị Thanh Khoa - 100 – Nguyễn Thị Ngọc Điệp - 182 – Trần Đình Thạch Thảo - 356 – Nguyễn Thị Quỳnh Nga - 481 – Lương Thùy Linh - 525 – Nguyễn Phương Hoa |

| Kết quả     | Thí sinh                                          |
| Chiến thắng | - 525 – Nguyễn Phương Hoa                         |
| Top 3       | - 080 – Dương Thị Ngọc Thoa - 345 – Trịnh Lê Uyên |

| Kết quả     | Thí sinh |
| Chiến thắng | - 356 – Nguyễn Thị Quỳnh Nga |
| Top 8       | - 053 – Nguyễn Hà Kiều Loan - 055 – Nguyễn Tường San - 069 – Lâm Thị Bích Tuyền - 077 – Trần Hoàng Ái Nhi - 171 – Nông Thúy Hằng - 182 – Trần Đình Thạch Thảo - 481 – Lương Thùy Linh |

| Kết quả     | Thí sinh |
| Chiến thắng | - 048 – Nguyễn Thị Thu Phương                                                                               |
| Top 5       | - 071 – Phạm Thị Anh Thư - 095 – Nguyễn Thị Thanh Khoa - 182 – Trần Đình Thạch Thảo - 481 – Lương Thùy Linh |

| Kết quả     | Thí sinh |
| Chiến thắng | - 313 – Phan Cẩm Nhi |
| Top 7       | - 025 – Đinh Quỳnh Trang - 080 – Dương Thị Ngọc Thoa - 152 – Lê Thanh Tú - 182 – Trần Đình Thạch Thảo - 500 – Nguyễn Thị Thu Hiền - 525 – Nguyễn Phương Hoa |

## Ban giám khảo
| Họ và tên       | Nghề nghiệp, Danh hiệu                | Vai trò                  |
| --------------- | ------------------------------------- | ------------------------ |
| Lê Xuân Sơn     | Tổng Biên tập Báo Tiền Phong          | Trưởng ban giám khảo     |
| Hà Kiều Anh     | Hoa hậu Toàn quốc Báo Tiền Phong 1992 | Phó trưởng ban giám khảo |
| Hoàng Tử Hùng   | Giáo sư, tiến sĩ                      | Thành viên               |
| Đàm Vĩnh Hưng   | Ca sĩ                                 | Thành viên               |
| Mai Phương Thúy | Hoa hậu Việt Nam 2006                 | Thành viên               |

## Thí sinh tham gia

### Top 40 thí sinh chung kết
Sẽ có 20 thí sinh từ vòng Chung khảo phía Bắc và 20 thí sinh từ vòng Chung khảo phía Nam được chọn tham gia vòng chung kết.
| SBD | Họ và tên thí sinh      | Năm sinh | Quê quán              | Thành tích                                   |
| --- | ----------------------- | -------- | --------------------- | -------------------------------------------- |
| 007 | Huỳnh Ái Xuân           | 2000     | Kiên Giang            |                                              |
| 009 | Nguyễn Thị Lan Anh      | 1996     | Quảng Ninh            |                                              |
| 025 | Đinh Quỳnh Trang        | 2000     | Hà Nội                | Top 25                                       |
| 028 | Lê Trinh Trinh          | 1998     | Đồng Tháp             |                                              |
| 048 | Nguyễn Thị Thu Phương   | 2000     | Bắc Ninh              | Top 5 Người đẹp Biển                         |
| 053 | Nguyễn Hà Kiều Loan     | 2000     | Quảng Nam             | Á hậu 1                                      |
| 055 | Nguyễn Tường San        | 2000     | Hà Nội                | Á hậu 2                                      |
| 069 | Lâm Thị Bích Tuyền      | 1999     | An Giang              | Top 15                                       |
| 071 | Phạm Thị Anh Thư        | 1997     | Hà Nội                | Top 15                                       |
| 077 | Trần Hoàng Ái Nhi       | 1998     | Đắk Lắk               | Top 10                                       |
| 080 | Dương Thị Ngọc Thoa     | 1998     | Sóc Trăng             | Top 5 Người đẹp Nhân ái                      |
| 089 | Trần Mỹ Ngọc            | 2000     | Đồng Tháp             |                                              |
| 095 | Nguyễn Thị Thanh Khoa   | 1994     | Thành phố Hồ Chí Minh | Top 15                                       |
| 099 | Trần Thị Hoa Phượng     | 1998     | Đà Nẵng               | Top 25                                       |
| 100 | Nguyễn Thị Ngọc Điệp    | 1997     | Đồng Nai              | Được đặc cách vào thẳng Top 40               |
| 111 | Hoàng Thị Bích Ngọc     | 1999     | Phú Thọ               | Top 25                                       |
| 123 | Trần Hoàng Phương Trang | 1997     | Đồng Nai              |                                              |
| 133 | Lê Thị Thu              | 1996     | Kiên Giang            | Top 25                                       |
| 148 | Tạ Huyền My             | 1997     | Hà Nội                | Top 15                                       |
| 152 | Lê Thanh Tú             | 1996     | Hà Nội                | Top 10 Người đẹp Tài năng                    |
| 157 | Phạm Ngọc Bảo Ngân      | 1999     | Thành phố Hồ Chí Minh |                                              |
| 171 | Nông Thúy Hằng          | 1999     | Hà Giang              |                                              |
| 177 | Phan Anh Thư            | 2000     | Huế                   | Top 25                                       |
| 182 | Trần Đình Thạch Thảo    | 1997     | Bình Thuận            | Top 10 Người đẹp có làn da đẹp nhất          |
| 190 | Nguyễn Trương Diệu Ý    | 2000     | Đắk Nông              |                                              |
| 192 | Trần Thị Thu Uyên       | 2000     | Sóc Trăng             |                                              |
| 246 | Lâm Quế Phi             | 1999     | Đồng Nai              | Top 25                                       |
| 249 | Kim Trà My              | 2000     | Hà Nội                | Được đặc cách vào thẳng Top 40               |
| 299 | Hoàng Hải Thu           | 1995     | Hà Nội                | Top 25 Người đẹp được yêu thích nhất         |
| 313 | Phan Cẩm Nhi            | 2000     | Đà Nẵng               | Top 15 Vũ điệu Việt Nam                      |
| 345 | Trịnh Lê Uyên           | 2000     | Hà Nội                | Rút lui trước đêm chung kết vì lý do cá nhân |
| 356 | Nguyễn Thị Quỳnh Nga    | 1995     | Hà Nội                | Top 10 Người đẹp Truyền thông                |
| 411 | Lê Thị Mỹ Anh           | 1999     | Thừa Thiên Huế        |                                              |
| 446 | Tô Mai Thùy Dương       | 1996     | Quảng Ngãi            |                                              |
| 466 | Trần Thị Mai            | 1998     | Quảng Ninh            | Top 25                                       |
| 477 | Nguyễn Thị Bích Thùy    | 2001     | Đắk Lắk               | Top 10 Người đẹp Áo dài                      |
| 481 | Lương Thùy Linh         | 2000     | Cao Bằng              | Hoa hậu Thế giới Việt Nam 2019               |
| 500 | Nguyễn Thị Thu Hiền     | 1995     | Thành phố Hồ Chí Minh | Top 25 Người đẹp Thời trang                  |
| 525 | Nguyễn Phương Hoa       | 1995     | Thành phố Hồ Chí Minh | Top 25 Người đẹp Thể thao                    |
| 534 | Huỳnh Thị Thanh Dâng    | 2000     | Bình Thuận            |                                              |

### Top 35 thí sinh chung khảo phía Bắc[3]
| SBD | Họ và tên thí sinh     | Năm sinh | Quê quán   | Ghi chú                                       |
| --- | ---------------------- | -------- | ---------- | --------------------------------------------- |
| 206 | Phạm Nguyễn Bảo Ngọc   | 1998     | Hà Nội     |                                               |
| 212 | Đoàn Thùy Linh         | 1999     | Hà Nội     |                                               |
| 215 | Nguyễn Thị Huyền Trang | 2000     | Nam Định   |                                               |
| 226 | Hoàng Minh Trang       | 1993     | Gia Lai    |                                               |
| 279 | Lâm Thị Kim            | 1997     | Quảng Ninh |                                               |
| 370 | Nguyễn Vân Trang       | 1995     | Hà Nội     |                                               |
| 383 | Hoàng Kim Ngân         | 2001     | Gia Lai    |                                               |
| 433 | Đinh Thị Hiền          | 2000     | Quảng Ninh |                                               |
| 599 | Võ Thị Diễm Ngọc       | 1996     | Đồng Tháp  |                                               |
|     | Đặng Trương Thủy Tiên  | 1994     | Đồng Tháp  | Rút lui trước đêm chung khảo vì lý do cá nhân |

### Top 25 thí sinh chung khảo phía Bắc[4]
| SBD | Họ và tên thí sinh     | Năm sinh | Quê quán  | Ghi chú |
| --- | ---------------------- | -------- | --------- | ------- |
| 126 | Trần Thị Dung          | 2000     | Bắc Ninh  |         |
| 255 | Nguyễn Thị Huyền Trang | 1996     | Hà Nội    |         |
| 300 | Phạm Thị Ngọc Ánh      | 1999     | Hà Nội    |         |
| 397 | Đỗ Thị Thu Huyền       | 1994     | Hưng Yên  |         |
| 515 | Lê Tuyết Nhung         | 1999     | Thanh Hóa |         |

### Top 34 thí sinh chung khảo phía Nam[5]
| SBD | Họ và tên thí sinh     | Năm sinh | Quê quán              | Ghi chú                                       |
| --- | ---------------------- | -------- | --------------------- | --------------------------------------------- |
| 044 | Nguyễn Thị Kim Thúy    | 1994     | Khánh Hòa             |                                               |
| 164 | Nguyễn Thị Phương Uyên | 1996     | Thành phố Hồ Chí Minh |                                               |
| 216 | Nguyễn Thị Bảo Hân     | 1998     | An Giang              | Được đặc cách vào thẳng vòng Chung khảo       |
| 224 | Huỳnh Thị Ngọc Hân     | 2000     | Tây Ninh              |                                               |
| 268 | Hồ Thị Mỹ Hạnh         | 1997     | Lâm Đồng              |                                               |
| 311 | Nguyễn Thị Ngọc My     | 1996     | Khánh Hòa             |                                               |
| 404 | Dương Huyền Chân       | 1999     | Cà Mau                | Rút lui trước đêm chung khảo vì lý do cá nhân |
| 420 | Nguyễn Thùy Dương      | 2000     | Bạc Liêu              |                                               |
| 499 | Nguyễn Đỗ Quỳnh Nga    | 1999     | Bình Dương            |                                               |
| 513 | Nguyễn Thị Huỳnh Nhi   | 1995     | Bến Tre               |                                               |

### Top 23 thí sinh chung khảo phía Nam[6]
| SBD | Họ và tên thí sinh   | Năm sinh | Quê quán   | Ghi chú |
| --- | -------------------- | -------- | ---------- | ------- |
| 136 | Nguyễn Thị Diển      | 1998     | Quảng Nam  |         |
| 237 | Tống Tiếu Mỹ         | 1998     | Khánh Hòa  |         |
| 280 | Nguyễn Thị Ngọc Hiếu | 1996     | Vĩnh Long  |         |
| 303 | Nguyễn Thị Thúy Hiền | 1999     | Bình Dương |         |

## Thông tin thí sinh
- Lương Thùy Linh: Top 12 Hoa hậu Thế giới 2019 cùng các thành tích (Top 10 Hoa hậu Nhân ái, Giải nhì Top Model), Huấn luyện viên The Next Face Vietnam 2021, giám khảo Hoa hậu Thế giới Việt Nam 2022 và Hoa hậu Thế giới Việt Nam 2023, đại sứ Hoa hậu Quốc gia Việt Nam 2024.
- Nguyễn Hà Kiều Loan: Top 10 Hoa hậu Hòa bình Quốc tế 2019 cùng giải phụ (Miss Popular Vote, Top 10 Best National Costume), Giải ba Trời sinh một cặp mùa 4, Top 10 King of Rap 2020, Huấn luyện viên Hoa hậu Chuyển giới Việt Nam 2020.
- Nguyễn Tường San: Top 8 Hoa hậu Quốc tế 2019 cùng giải phụ Trang phục dân tộc đẹp nhất.
- Nguyễn Thị Thu Phương: Hoa khôi Kinh Bắc 2019, Top 10 Hoa hậu Việt Nam 2020 cùng các giải phụ (Neva Fashion Awards, Top 5 Người đẹp Biển).
- Dương Thị Ngọc Thoa: Hoa khôi Sinh viên An ninh Thanh lịch lần V Trường Đại học An ninh Nhân dân Việt Nam.
- Nguyễn Thị Quỳnh Nga: Top 5 Duyên dáng Ngoại thương 2015 cùng các giải phụ (Hoa khôi Tài năng, Hoa khôi Áo dài), Top 10 Hoa khôi Áo dài Việt Nam 2016 cùng giải phụ Người đẹp được yêu thích nhất, Á khôi 1 Hoa khôi Sinh viên Việt Nam 2017 và các giải phụ (Nữ sinh Tài năng và Nữ sinh hùng biện tiếng Anh tốt nhất), Đại diện Việt Nam dự thi Hoa hậu Sắc đẹp Quốc tế 2023 nhưng rút lui vào phút chót vì lý do cá nhân, Á hậu 2 Hoa hậu Sắc đẹp Quốc tế 2024 cùng các giải phụ (Trang phục truyền thống đẹp nhất, Best Interview, Fan Vote).
- Trần Hoàng Ái Nhi: Top 22 Hoa hậu Việt Nam 2020 cùng giải phụ Top 5 Người đẹp Áo dài, Đại diện Việt Nam dự thi Hoa hậu Liên lục địa 2021 nhưng không đạt thành tích gì.
- Lê Thanh Tú: Giải ba Miss Áo dài Nữ sinh Việt Nam 2015, Miss Hà Nội Photo Model 2015, Top 15 Hoa hậu Hoàn vũ Việt Nam 2017, Top 15 Hoa hậu Việt Nam 2018 cùng giải phụ Người đẹp Áo dài, đăng quang Hoa khôi Golf Việt Nam 2022.
- Nguyễn Thị Bích Thùy: Top 15 Hoa hậu Việt Nam 2020 cùng giải phụ Top 5 Người đẹp Thời trang, tham gia Miss Universe Vietnam 2023 và dừng chân sau vòng sơ khảo, Top 16 Hoa hậu Hoàn vũ Việt Nam 2023.
- Trần Đình Thạch Thảo: Á khôi 2 Hoa khôi Phụ nữ Việt Nam qua ảnh 2017, Top 41 Hoa hậu Hoàn vũ Việt Nam 2022.
- Nguyễn Thị Lan Anh: Top 27 Nữ hoàng Trang sức Việt Nam 2015, Top 54 Hoa hậu Biển Việt Nam 2016, Top 20 Người đẹp Hạ Long 2016, Top 70 Hoa hậu Hoàn vũ Việt Nam 2017.
- Dương Huyền Chân: Top 44 Hoa hậu Việt Nam 2018, Giải Nhì Người đẹp Du lịch Cần Thơ 2019.
- Phạm Thị Ngọc Ánh: Top 22 Hoa hậu Việt Nam 2020 cùng các giải phụ (Top 5 Người đẹp Thể thao, Top 5 Người đẹp được yêu thích nhất, Top 5 Người đẹp Truyền thông).
- Lâm Thị Bích Tuyền: Top 44 Hoa hậu Việt Nam 2018, Top 15 Hoa hậu Hoàn vũ Việt Nam 2019, Á hậu 3 Hoa hậu Hòa bình Việt Nam 2024 cùng giải phụ Best Introduction Video.
- Phạm Thị Anh Thư: Top 5 Hoa khôi Áo dài Việt Nam 2016, tham gia The Face Vietnam 2017 và dừng chân sau vòng sơ khảo, đăng ký tham gia Hoa hậu Hoàn vũ Việt Nam 2017 nhưng rút lui sau đó vì lý do cá nhân, Đăng quang Hoa hậu Phụ nữ Sắc đẹp 2017 cùng giải phụ Best Interview, Quán quân New Face 2017, Top 10 Hoa hậu Hoàn vũ Việt Nam 2019, đăng ký tham gia Hoa hậu Hoàn vũ Việt Nam 2022 nhưng rút lui sau đó vì lý do cá nhân, Top 3 Supermodel International Vietnam 2022, Top 6 Miss Universe Vietnam 2023 cùng giải phụ Top 5 Beach Beauty.
- Nguyễn Thị Thanh Khoa: Top 10 Elite Model Look Vietnam 2014, Top 5 Asian Top Fashion Model of the Year trong khuôn khổ Fashion Asian Award 2014, Top 10 Hoa khôi Áo dài Việt Nam 2016 nhưng đã rút lui trước đêm Chung kết, Miss HUTECH 2019, Đăng quang Hoa hậu Sinh viên Thế giới 2019 cùng giải thưởng phụ Top 5 Miss Talent, Top 10 Hoa hậu Hoàn vũ Việt Nam 2022 cùng giải thưởng phụ Best Interview.
- Nguyễn Thị Bảo Hân: Hoa khôi Vĩnh Long 2019.
- Tạ Huyền My: Top 5 Nữ sinh Duyên dáng Việt Nam 2016 cùng giải phụ Duyên dáng Áo dài, tham gia Hoa hậu Việt Nam 2018 và dừng chân sau vòng chung khảo phía Bắc.
- Kim Trà My: Top 35 Hoa hậu Việt Nam 2020 cùng giải phụ Top 5 Người đẹp Thể thao.
- Phan Cẩm Nhi: Top 44 Hoa hậu Việt Nam 2018, đăng ký tham gia Hoa hậu Việt Nam 2020 nhưng rút lui trước vòng sơ khảo.
- Trần Thị Dung: Á khôi 2 Hoa khôi Kinh Bắc 2019, Top 45 Hoa hậu Hoàn vũ Việt Nam 2019.
- Nguyễn Thùy Dương: Top 30 Hoa hậu Thể thao Việt Nam 2022, Top 48 Hoa hậu Hòa bình Việt Nam 2023.
- Đinh Quỳnh Trang: Top 45 Hoa khôi Sinh viên  Việt Nam 2018 cùng giải phụ Nữ sinh mặc Áo dài đẹp nhất.
- Nguyễn Vân Trang: Top 45 Hoa hậu Hoàn vũ Việt Nam 2015.
- Hoàng Thị Bích Ngọc: Á khôi 1 Hoa khôi Phụ nữ Việt Nam qua ảnh 2017, Top 44 Hoa hậu Việt Nam 2018.
- Hoàng Hải Thu: Á khôi 3 Hoa khôi Người mẫu Việt Nam 2017, Top 45 Hoa hậu Hoàn vũ Việt Nam 2017 cùng giải phụ Người đẹp Tài năng, tham gia Hoa hậu Việt Nam 2018 và dừng chân sau vòng sơ khảo, nhận vai phản diện đầu tay trong phim Bão ngầm.
- Nguyễn Thị Thu Hiền: Hoa khôi Nét đẹp Sinh viên với cộng đồng 2015, Top 10 The Face Vietnam 2016 - team Lan Khuê, Top 12 Siêu mẫu Việt Nam 2018 cùng giải phụ Siêu mẫu Ấn tượng, Đại diện Việt Nam dự thi Hoa hậu Châu Á Thái Bình Dương Quốc tế 2019 và được giải phụ Missosology's Choice, Top 41 Hoa hậu Hoàn vũ Việt Nam 2022, đăng ký dự thi Hoa khôi Hoàn vũ Đắk Lắk 2026.
- Nguyễn Phương Hoa: Top 30 Nữ sinh Duyên dáng Việt Nam 2016 cùng giải phụ Nữ sinh Hùng biện Tiếng Anh, Top 45 Hoa hậu Hoàn vũ Việt Nam 2017, Top 15 Hoa hậu Siêu quốc gia Việt Nam 2018 cùng giải phụ Người đẹp Tri thức, Top 35 Hoa hậu Hòa bình Việt Nam 2025.
- Lê Thị Thu: Á khôi 1 Hoa khôi Kiên Giang 2016, Top 36 Hoa hậu Biển Việt Nam 2016, Á khôi Áo dài Thành phố Hồ Chí Minh 2019, Én Bạc nghệ sĩ 2024.
- Tống Tiếu Mỹ: Top 35 Siêu mẫu Việt Nam 2018, Top 45 Hoa khôi Sinh viên Việt Nam 2018.
- Hoàng Minh Trang: Tham gia Hoa khôi Áo dài Việt Nam 2014 và dừng chân sau vòng sơ khảo, Top 60 Hoa hậu Hoàn vũ Việt Nam 2019, chị gái của thí sinh Hoàng Kim Ngân.
- Hoàng Kim Ngân: Top 45 Hoa hậu Hoàn vũ Việt Nam 2019, Top 13 The Face Vietnam 2023 - team Anh Thư, Top 5 Hoa hậu Hoàn vũ Việt Nam 2025 cùng giải phụ (Người đẹp Ảnh, Cosmo Best Face Award, Top 5 Người đẹp Biển, Top 6 Người đẹp Thời trang, Top 20 Người đẹp Bản lĩnh, Top 10 Cosmo Best Body Award), em gái của thí sinh Hoàng Minh Trang.
- Tô Mai Thùy Dương: Á khôi 1 Hoa khôi Miền Trung 2016, Top 10 Hoa hậu Hữu nghị Đông Nam Á 2017, Đại diện Việt Nam tại Hoa hậu Sinh viên Thế giới 2017 và đạt giải phụ Miss Tera, Top 71 Hoa hậu Hoàn vũ Việt Nam 2022.
- Đỗ Thị Thu Huyền: Top 60 Hoa hậu Hoàn vũ Việt Nam 2019.
- Phạm Nguyễn Bảo Ngọc: Hoa khôi Tài sắc Học viện Ngân hàng 2019.
- Nguyễn Thị Huyền Trang: Á hoàng 2 Nữ hoàng Trang sức Việt Nam 2015, Top 5 Người đẹp Hạ Long 2016 cùng giải phụ Người đẹp Phong cách, Top 10 Hoa hậu Biển Việt Nam 2016 cùng giải Người đẹp Ảnh, Top 70 Hoa hậu Hoàn vũ Việt Nam 2017 nhưng rút lui trước đêm bán kết vì lý do cá nhân, Top 5 Hoa hậu Đại dương Việt Nam 2017 cùng giải thưởng (Thí sinh trình diễn bikini đẹp nhất, Người đẹp Thời trang, Nụ cười duyên Việt Nam).
- Phan Anh Thư: Á khôi 1 Duyên dáng Cần Giờ 2017, Top 7 Hoa hậu Tuổi Teen Quốc tế 2019 cùng các giải phụ (Miss Teen International Asia, Miss Beauty For A Cause), tham gia Hoa hậu Việt Nam 2020 và dừng chân sau vòng sơ khảo.
- Lâm Quế Phi: Top 45 Hoa hậu Hoàn vũ Việt Nam 2017, Top 45 Hoa khôi Sinh viên Việt Nam 2018, Top 10 Hoa hậu các Dân tộc Việt Nam 2022.
- Đặng Trương Thủy Tiên: Top 60 Hoa hậu Hoàn vũ Việt Nam 2019.
- Huỳnh Ái Xuân: Top 45 Hoa khôi Sinh viên Việt Nam 2018.
- Phạm Ngọc Bảo Ngân: Top 45 Hoa hậu Hoàn vũ Việt Nam 2019.
- Trần Thị Mai: Người đẹp Hạ Long 2020.
- Nông Thúy Hằng: Top 16 Nữ sinh Thanh lịch Đại học Kinh tế Quốc dân 2019, Top 40 Hoa hậu Việt Nam 2020, Đăng quang Hoa hậu Các Dân tộc Việt Nam 2022, Á hậu 2 Hoa hậu Hữu nghị Quốc tế 2023, đăng ký dự thi Hoa hậu Hoàn vũ Việt Nam 2025 nhưng rút lui trước vòng sơ khảo vì lý do cá nhân.
- Trần Thị Thu Uyên: Top 45 Hoa khôi Sinh viên Việt Nam 2018, Hoa khôi Đại học Nam Cần Thơ 2019, Hoa hậu Đại dương Việt Nam 2023.
- Nguyễn Trương Diệu Ý: Top 45 Hoa khôi Sinh viên Việt Nam 2018.

## Dự thi quốc tế
| Cuộc thi                             | Tên                   | Danh hiệu | Thứ hạng              | Giải thưởng đặc biệt |
| ------------------------------------ | --------------------- | --------- | --------------------- | --- |
| Miss ASEAN Friendship 2017           | Tô Mai Thùy Dương     | Top 40    | Top 10                | Không |
| World Miss University 2017           | Tô Mai Thùy Dương     | Top 40    | Không đạt giải        | Miss Tera |
| Miss Beauty Women 2017               | Phạm Thị Anh Thư      | Top 15    | Miss Beauty Women     | Không |
| Miss World 2019                      | Lương Thùy Linh       | Hoa hậu   | Top 12                | 1st Runner-up Top Model Top 10 Beauty with a Purpose                                                                                   |
| Miss International 2019              | Nguyễn Tường San      | Á hậu 2   | Top 8                 | Best National Costume Best in Evening Gown                                                                                             |
| Miss Grand International 2019        | Nguyễn Hà Kiều Loan   | Á hậu 1   | Top 10                | Miss Popular Vote Top 10 Best in Evening Gown Top 20 for Historic Crowns Fashion Show Gala! Top 10 Best in Swimsuit Top 10 Pre-Arrival |
| Miss Asia Pacific International 2019 | Nguyễn Thị Thu Hiền   | Top 25    | Không đạt giải        | Missosoloy's Choice |
| World Miss University 2019           | Nguyễn Thị Thanh Khoa | Top 15    | World Miss University | Top 5 Miss Talent |
| Miss Teen International 2019         | Phan Anh Thư          | Top 25    | Top 7                 | Miss Teen International Asia Miss Beauty For A Cause                                                                                   |
| Miss Intercontinental 2021           | Trần Hoàng Ái Nhi     | Top 10    | Không đạt giải        | Không |
| Miss Friendship International 2023   | Nông Thúy Hằng        | Top 40    | 2nd Runner-up         | Không |
| Miss Charm 2024                      | Nguyễn Thị Quỳnh Nga  | Top 10    | 2nd Runner-up         | Best in National Costume Best Interview Fan Vote                                                                                       |